# Rezervația de arborete de gârniță
Rezervația de arborete de gârniță este o arie protejată de interes național ce corespunde categoriei a IV-a IUCN (rezervație naturală de tip forestier) situată în județul Olt, pe teritoriul administrativ al comunei Poboru.

## Localizare
Aria natuarală se întinde pe o suprafață de 121 hectare  în Platforma Cotmeana (subdiviziune a Podișului Getic), în extremitatea nordică a județului Olt, în partea teritorială nord-estică a satului Cornățelu, lângă rezervația naturală Pădurea Seaca - Optășani, aproape de drumul județean (DJ703C) care leagă localitatea Poboru de satul Oteștii de Jos.

## Descriere
Rezervația naturală a fost declarată arie protejată prin Legea Nr.5 din 6 martie 2000 (privind aprobarea Planului de amenajare a teritoriului național - Sercțiunea a III-a - zone protejate) și reprezintă o zonă împădurită (la limita de trecere de la Câmpia Română la Podișul Getic) cu rol de protecție pentru specii arboricole de gârniță (Quercus frainetto), cu o vârstă medie de 75 de ani.

## Floră și faună
Aria naturală dispune de habitate cu păduri danubiano-balcanice de gârniță cu vegetație ierboasă de păiuș, păduri de foioase în tranziție și pășuni și se suprapune sit-ului Natura 2000 - Seaca-Optășani.

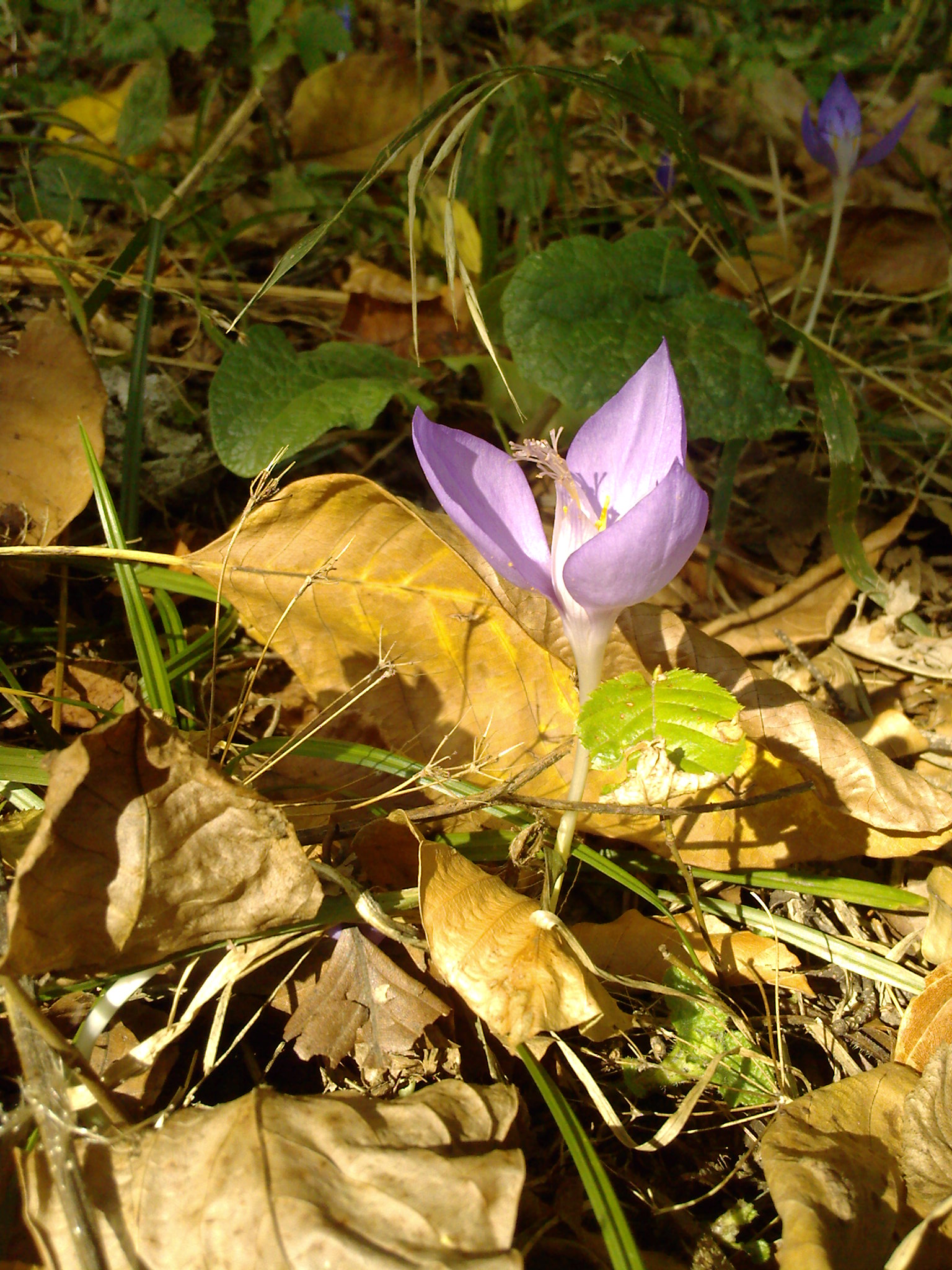
Brânduşă de toamnă (Crocus banaticus)

Flora este constituită din arbori și arbusti cu specii de gârniță, gorun (Quercus petraea), stejar comun (Quercus robur), arțar (Acer platanoides), carpen (Carpinus betulus), ulm-de-câmp (Ulmus minor), păducel (Crataegus monogyna), păr-pădureț (Pyrus pyraster), măr-pădureț (Malus sylvestris), sânger (Cornus sanguinea) sau corn (Cornus mas).
La nivelul ierburilor sunt întâlnite plante cu specii de: năpraznică (Geranium robertianum), păștiță (Anemone nemorosa), cerențel (Geum urbanum), plămânărică (Pulmonaria officinalis), brândușă de toamnă (Crocus banaticus), alior (Euphorbia cyparissias), vițelar (Anthoxanthum odoratum), vinariță (Asperula odorata), mărgică (Melica uniflora), frate-cu-soră (Melampyrum nemerosum), bălbișă (Stachys sylvatica), cioroi (Inula germanica), mărgelușe (Lithospermum purpurocaeruleum), popilnic (Asarum europaeum),  sau colțișor (Dentaria bulbifera). 
Fauna este reprezentată de mamifere (cu specii de: cerb, cerb lopătar, căprioară, mistreț, vulpe, iepure, viezure, dihor, șoarece de pădure, arici de pădure, pisică sălbatică), păsări (uliu porumbar, șorecar, mierlă, vânturel, fazan, coțofană, pitulice, sturz de vâsc), reptile și amfibieni (șarpele orb, șopârlă de câmp, gușter, salamandră, broască de copac, triton cu creastă) și insecte.